# 伊沙克·贝尔福迪
伊沙克·贝尔福迪（1992年1月12日—），是一名阿尔及利亚足球运动员。

## 俱乐部生涯
贝尔福迪出生于阿尔及利亚穆斯塔加奈姆，自幼开始在法国接受足球训练。他早期在OSC Internazionale、Trappes Saint-Quentin等球队受训，在参加克莱方丹足球学院的入院考试失败后，他转投巴黎圣日耳曼青训系统。 2006年，他加盟布洛涅-比扬古，一年后又前往克莱蒙。 贝尔福迪在克莱蒙表现出色，吸引了里昂、曼联和切尔西等球队的注意。 2008年11月13日，里昂宣布和贝尔福迪签订一份至2011年6月到期的青年合同。
2009年8月22日，贝尔福迪在里昂3比0击败欧塞尔的联赛比赛第85分钟替补让-阿兰·布姆松出场，上演职业生涯的首秀。 2010年7月16日，他和球队签订第一份职业合同，合同将在青年合同到期后生效，至2014年6月到期。
2012年1月，贝尔福迪被租借到意大利足球甲级联赛球队博洛尼亚半个赛季。
2012年6月30日，帕尔马宣布贝尔福迪以250万欧元的身价加盟球队。
2013年7月5日，贝尔福迪正式和国际米兰签约五年，帕尔马保留球员的一半所有权并得到安东尼奥·卡萨诺。
2014年1月31日，迟迟未能融入球队的贝尔福迪被租借到利沃诺半个赛季。
2014年7月，贝尔福迪转会回归帕尔马。

## 国家队生涯
在青年球员时代的早期，没有法国护照的贝尔福迪曾询问阿尔及利亚足协是否可以代表阿尔及利亚青年队出场，但一直被忽视。直到他加盟里昂后，阿尔及利亚才首次向他提出邀请，但受到球员的拒绝。 2009年，贝尔福迪获得法国护照并参加2009年歐洲U-17足球錦標賽，之后他又代表法国各级别青年队出场并参加。
2012年8月25日，贝尔福迪第一次收到阿尔及利亚国家队的征召，入选备战和利比亚的2013年非洲國家盃预选赛比赛。 但是，由于FIFA还没有完成他从法国转籍到阿尔及利亚注册的程序，因此帕尔马拒绝放人。 2012年9月26日，FIFA宣布通过贝尔福迪的申请，他可以代表阿尔及利亚出战。